# Kaskajärvi
Kaskajärvi är en sjö i Finland. Den ligger i kommunen Enare i landskapet Lappland, i den norra delen av landet, 900 km norr om huvudstaden Helsingfors. Kaskajärvi ligger 330,5 meter över havet. Arean är 12,6 hektar och strandlinjen är 1,89 kilometer lång. Sjön  ingår i Pasvik älvs huvudavrinningsområde.   Omgivningarna runt Kaskajärvi är i huvudsak ett öppet busklandskap.